# ハンサムキッチン
ハンサムキッチンとは、フジテレビワンツーネクストで放送している料理番組、バラエティ番組である。

## 出演者

### ハンサムキッチン （2010年～2011年）
ベリッシモ・フランチェスコ、有坂翔太、寺田真二郎、阿部知代

### ハンサムキッチン　レギュラー版 （2011年～2012年）
ベリッシモ・フランチェスコ、有坂翔太、寺田真二郎、阿部知代

### ハンサムキッチン シーズン2 （2012年～2013年）
ベリッシモ・フランチェスコ、有坂翔太、寺田真二郎、秋元才加、ナレーター：鎌田梢

### ハンサムキッチン シーズン3 （2013年～2014年）
ベリッシモ・フランチェスコ、有坂翔太、寺田真二郎、秋元才加、ナレーター：鎌田梢